# Rally Princesa de Asturias de 2022
El Rally Princesa de Asturias de 2022 fue la 59.º edición y quinta ronda de la temporada 2022 del Súper Campeonato de España de Rally. Se celebró el 8 de septiembre, 9 de septiembre y el 10 de septiembre y contó con un itinerario de doce tramos que sumaban un total de 152,96 km cronometrados. Fue también puntuable para la Iberian Rally Trophy, la Toyota Gazzo Racing Iberian Cup, la Clio Trophy Spain, la Copa Dacia Sandero, la Copa Suzuki Swift y la Sports & You Llanes Rally Cup.
Hasta tres pilotos distintos pelearon por la victoria en esta edición del rally siendo José Antonio Suárez el primero en ponerse en cabeza en los tramos del primer día. Luego Pepe López marcó el mejor tiempo en las dos siguiente especiales y terminó líder en la primera jornada con una ventaja de solo dos décimas de segundo sobre Alejandro Cachón su inmediato perseguidor. Al inicio de la segunda Cachón se puso líder por primera vez y posteriormente Pepe López recuperó el liderato. Con Suárez fuera de carrera tras sufrir una salida de pista y por acumulación de penalización, a falta de la última especial y con tan solo dos segundos de ventaja López y Cachón se jugaron la victoria en el último tramo. El más rápido fue Cachón que adelantó de esta manera a Pepe y se adjudicó su primera victoria personal en el campeonato de España. López, que cometió un error cedió casi veinte segundos pero conservó la segunda plaza y sumó los puntos necesarios para continuar líder del campeonato de pilotos. El podio lo completó Efrén Llarena que disputaba su primera prueba tras su operación de vértebras.

## Itinerario
| Día   | Tramo | Nombre    | Distancia | Hora  | Ganador             | Tiempo | Líder               |
| ----- | ----- | --------- | --------- | ----- | ------------------- | ------ | ------------------- |
| Día 1 | TC1   | Bimenes 1 | 10.65 km  | 14:20 | José Antonio Suárez | 6:43.0 | José Antonio Suárez |
| Día 1 | TC2   | Nava 1    | 15.49 km  | 14:53 | Alejandro Cachón    | 9:20.7 | José Antonio Suárez |
| Día 1 | TC3   | Sariego 1 | 13.88 km  | 15:30 | José Antonio Suárez | 8:10.3 | José Antonio Suárez |
| Día 1 | TC4   | Bimenes 2 | 10.65 km  | 18:25 | Pepe López          | 6:41.8 | José Antonio Suárez |
| Día 1 | TC5   | Nava 2    | 15.49 km  | 18:58 | Pepe López          | 9:17.7 | Pepe López          |
| Día 1 | TC6   | Sariego 2 | 13.88 km  | 19:35 | Alejandro Cachón    | 8:04.5 | Pepe López          |
| Día 2 | TC7   | Gijón 1   | 12.06 km  | 09:59 | José Antonio Suárez | 7:00.6 | Alejandro Cachón    |
| Día 2 | TC8   | Llanera 1 | 15.95 km  | 10:43 | Alejandro Cachón    | 9:46.3 | Alejandro Cachón    |
| Día 2 | TC9   | Oviedo 1  | 8.45 km   | 11:15 | José Antonio Suárez | 5:23.7 | Pepe López          |
| Día 2 | TC10  | Gijón 2   | 12.06 km  | 14:21 | Alejandro Cachón    | 6:59.2 | Pepe López          |
| Día 2 | TC11  | Llanera 2 | 15.95 km  | 15:05 | Alejandro Cachón    | 9:45.1 | Pepe López          |
| Día 2 | TC12  | Oviedo 2  | 8.45 km   | 16:18 | Alejandro Cachón    | 5:22.5 | Alejandro Cachón    |

## Clasificación final
| Pos. | Piloto           | Copiloto            | Automóvil              | Tiempo    | Diferencia |
| ---- | ---------------- | ------------------- | ---------------------- | --------- | ---------- |
| 1.   | Alejandro Cachón | «Jardín»            | Citroën C3 Rally2      | 1:33:03.7 | 0.0        |
| 2.   | Pepe López       | Borja Rozada        | Hyundai i20 N Rally2   | 1:33:30.4 | +0:26.7    |
| 3.   | Efrén Llarena    | Sara Fernández      | Škoda Fabia Rally2 evo | 1:35:15.0 | +2:11.3    |
| 4.   | Surhayen Pernía  | Alba Sánchez        | Hyundai i20 N Rally2   | 1:35:21.5 | +2:17.8    |
| 5.   | Javier Pardo     | Adrián Pérez        | Suzuki Swift R4LLY S   | 1:36:07.2 | +3:03.5    |
| 6.   | Daniel Marbán    | Alberto Chamorro    | Škoda Fabia Rally2 evo | 1:37:44.3 | +4:40.6    |
| 7.   | Alberto Ordóñez  | Ignacio García      | Volkswagen Polo MK5 N5 | 1:38:46.5 | +5:42.8    |
| 8.   | Daniel Alonso    | Rodrigo Sanjuan     | Citroën C3 Rally2      | 1:39:24.5 | +6:20.8    |
| 9.   | Jorge Cagiao     | Amelia María Blanco | Renault Clio Rally4    | 1:41:02.2 | +7:58.5    |
| 10.  | César Palacio    | David de La Puente  | Peugeot 208 Rally4     | 1:41:28.6 | +8:24.9    |